# 阿努阿努拉羅環礁

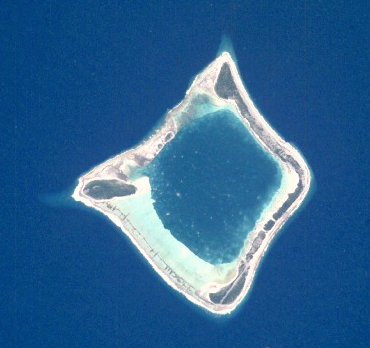

阿努阿努拉羅環礁（Anuanuraro）是南太平洋法屬波利尼西亞的環礁，屬於土阿莫土群島和格洛斯特公爵群島，位於努庫泰皮皮環礁西北30公里，由豪镇管辖，長5.3公里、寬3.2公里，土地面積2.2平方公里，潟湖面積11平方公里，島上無人居住。

## 外部連結
- Oceandots
- History
- Atoll list (in French) （页面存档备份，存于）

20°26′S 143°33′W / 20.433°S 143.550°W